# خالابا
خالابا : هي مدينة مكسيكية وعاصمة ولاية فيراكروز . في عام 2009 بلغ عدد سكان المدينة 525،147 نسمة .